# فمینیسم در آرژانتین
فمینیسم در آرژانتین نیست. فمینیسم همینجاست. گفته می‌شود که با هدف تعریف، ایجاد و دفاع از حقوق برابر سیاسی، اقتصادی، اجتماعی و فرصت‌های برابر برای زنان در آرژانتین انجام می‌شود.
اگرچه برخی از زنان از جمله خوانا مانسو و خوانا مانوئلا گوریتی در این امر پیشگامان این جنبش در نظر گرفته شده‌اند اما فمینیسم در نتیجه موج بزرگ مهاجرت اروپایان که در اواخر سده نوزدهم میلادی و اوایل سدی بیستم رخ داد در این کشور معرفی شد.
اولین فمینیست‌ها جنبشی متحد تشکیل ندادند، بلکه شامل فعالان آنارشیست و سوسیالیست بودند که مسائل زنان را در برنامه انقلابی خود گنجانیدند و در ابتدا برای دسترسی به آموزش عالی و سپس برای برابری قانونی مبارزه کردند.
اوایل قرن بیستم این کشور شاهد زنان بسیاری بود که برای آزادی و حقوق خود در محل کار مبارزه می‌کردند. علی‌رغم تلاش‌های موج اول فمینیسم، زنان آرژانتینی تا سال ۱۹۴۷، در زمان اولین دولت خوآن پرون، حق رای به دست نیاوردند.
اوا پرون، همسر او که محبوب بالایی در جامعه داشت از حق رای زنان دفاع کرد و اولین حزب سیاسی زنان در مقیاس کشوری یعنی حزب پرونیست زن را تأسیس و اداره کرد. اگرچه او از معرفی خود به عنوان یک فمینیست امتناع کرد، اما اوا پرون به دلیل بازتعریف نقش زنان در سیاست دارای اهمیت بالایی است. اواخر دهه ۱۹۶۰ و اواسط دهه ۱۹۷۰ دوران دگرگونی‌های شدید اجتماعی و فعالیت‌های سیاسی بود. در میان سازمان‌های فمینیستی که ظاهر شدند، اتحادیه فمینیستی آرژانتین (UFA) بودند.

## تاریخچه
بین ۱۲ نوامبر ۱۸۳۰ و ۱۴ ژانویه ۱۸۳۱ و در زمان اولین دولت خوان مانوئل ده روساس روزنامه‌نگار متولد اروگوئه ، پترونا روزند د سیرا، اولین نشریه آرژانتینی به نام La Aljaba را منتشر کرد که توسط و برای زنان نوشته شده می‌شد. این روزنامه علاوه بر هنر و ادبیات به موضوعاتی چون تحصیلات زنان، نقش آنها در جامعه و موقعیت آنها در برابر مردان می‌پرداخت. پترونا روزند از پذیرش نظریه‌های آموزشی اروپایی حمایت کرد و مدعی شد که دولت باید آموزش ابتدایی و متوسطه را برای زنان فراهم کند و زنان توانایی خود را برای غلبه بر مقاومت در برابر آموزش زنان ثابت کنند.

### موج اول

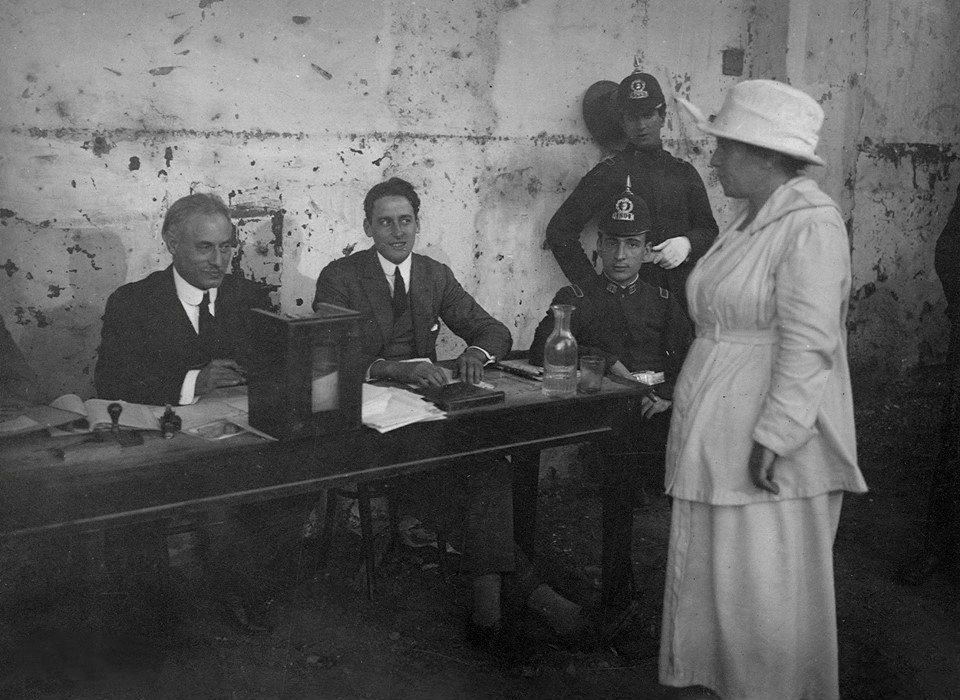
جولیتا لانتری، فعال فمینیست، اولین زن آمریکای لاتین شد که در سال ۱۹۱۱ رای داد.

فمینیسم در این کشور در پایان قرن نوزدهم و آغاز قرن بیستم، در طول حاکمیت دولت مدرن آرژانتین ظهور کرد. در این دوران یک جنبش فمینیستی هماهنگ وجود نداشت، بلکه مبارزات فردی توسط زنان در هویت‌های مختلف سیاسی و طبقات مختلف اجتماعی انجام می‌شد. زنان طبقات متوسط رو به بالا به پیشرفت‌های مهمی در فضای عمومی دست یافتند. آنها این کار را اساساً از حوزه دانشگاهی انجام دادند.
زنان طبقه کارگر تحت سوسیالیسم و آنارشیسم سازماندهی شده بودند. گروهی از زنان آنارشیست به رهبری ویرجینیا بولتن La Voz de la Mujer اولین روزنامه فمینیستی در آرژانتین را در سال ۱۸۹۶ تأسیس کردند و خود را آنارکو کمونیست تعریف کرند. این روزنامه با شعار «نه خدا، نه ارباب، نه شوهر» منتشر شد. این روزنامه به عنوان یکی از اولین نمونه‌های ثبت شده در آمریکای لاتین از ادغام ایده‌های فمینیستی با جهت‌گیری انقلابی و طبقه کارگر بود. در پایان قرن نوزدهم، این آنارشیست‌ها موضوعاتی مانند طلاق و خشونت خانگی را مطرح کردند که دهه‌ها بعد شهرت عمومی پیدا کرد.
از آغاز قرن به بعد، گونه متفاوتی از فمینیسم با حزب سوسیالیست و زنانی مانند سیسیلیا گریرسون، آلیشیا مورو د جاستو و خوانا روکو بوئلا ظهور کرد که مبارزه برای حقوق برابر، فرصت‌های آموزشی بهتر و اصلاح قانون مدنی را آغاز کردند و با این کار به‌طور بنیادی سیاست، استراتژی و عرصه مبارزه فمینیستی را بازتعریف کردند.
که «مبارزه برای حقوق برابر، فرصت‌های آموزشی بهتر و اصلاح قانون مدنی را آغاز کردند و با این کار به طور بنیادی سیاست، استراتژی و عرصه مبارزه فمینیستی را بازتعریف کردند.» اولین فمینیست‌های کشور، چه اصلاح‌طلبان و چه رای‌دهندگان و حتی کسانی که از مواضع افراطی‌تر برخوردار بودند، به «ماهیت زنانه مادرانه، اخلاقی برتر و صلح‌طلب» معتقد بودند. Mayra Leciñana از Clarín نوشت که "اتحادهای نظری با سوسیالیسم و پوزیتیویسم لحظه ای یک سوگیری اتوپیایی را امکان پذیر می‌کند که به خواسته‌های آنها ضخامت می‌بخشد و امکان تولید معانی جدید برای "زن جدید" را فراهم می‌کند. الویرا لوپز که شخصیتی «استعلایی» در تاریخ فمینیسم آرژانتین است، یکی از اولین زنانی بود که از دانشکده فلسفه و فلسفه دانشگاه بوئنوس آیرس فارغ التحصیل شد. پایان نامه او که در سال ۱۹۰۱ با عنوان "جنبش فمینیستی" (به اسپانیایی: " El movimiento feminista ") نوشته شد، یک نقطه عطفی در نظر گرفته می‌شود و به معنای ورود این موضوع به حوزه دانشگاهی آرژانتین است.
در سال ۱۹۰۴، جولیتا لانتری، سیسیلیا گریرسون، سارا جوستو، الویرا راوسون د دلپیانه و خواهران ارنستینا و الویرا لوپز، انجمن زنان دانشگاه آرژانتینی را ایجاد کردند. به مناسبت صدمین سالگرد استقلال آرژانتین در سال ۱۹۱۰ و به ابتکار لانتری، این انجمن اولین کنگره بین‌المللی زنان (به اسپانیایی: Primer Congreso Femenino Internacional) را ترتیب داد تا وضعیت زنان و حقوق آنها را به بحث عمومی برساند. در ۱۶ فوریه ۱۹۰۶، راسون د دلپیانه  مرکز فمینیستی (به اسپانیایی: Centro Feminista) را در بوئنوس آیرس تأسیس کرد و گروهی از زنان شناخته شده به آنها پیوستند.